# Церква Вознесіння Господнього (Настасів)
Церква Вознесіння Господнього в Настасові — парафія і храм греко-католицької громади Микулинецького деканату Тернопільсько-Зборівської архієпархії Української греко-католицької церкви в селі Настасів Тернопільського району Тернопільської области.

## Історія церкви
Храм у Настасові був збудований у 1900–1902 роках і освячений митрополитом Андреєм Шептицьким 5 червня 1903 року.
У 1932 році розписом храму займалися українські художники-іконописці Андрій Наконечний разом з колегами Дем’яном Горняткевичем, Андрієм Лепким і Михайлом Зорієм, продовжив поліхромію Северин Борачек.
З 2003 по 2012 рік парафію відвідували єпископи Михаїл Сабрига та Василій Семенюк.
19 серпня 1987 року о. Михайло Симець був призначений парохом як православний священник. У 1991 році церковний комітет звернувся до владики Михаїла Сабриги з проханням повернутися до Греко-католицької церкви з умовою, що о. Михайло Симець залишиться парохом, на що він погодився.
При парафії діють спільнота «Матері в молитві», Марійська дружина та Вівтарна дружина. Катехизацію проводять місцеві катехити та семінаристи Тернопільської вищої духовної семінарії ім. патріарха Йосифа Сліпого.

## Священники

### Парохи
- о. Михайло Устиянович (до †1831),
- о. Микола Ганкевич (1831—1832, адміністратор; 1832-†1882, парох),
- о. Євстахій Цурковський (1882—1883, адміністратор; 1883-†1925, парох),
- о. Йосиф Яримович (1926—1945),
- о. Михайло Симець (з 19 серпня 1987),
- о. Роман Габрилей (з 1 жовтня 2013, сотрудник).

### Сотрудники
- о. Олександр Ганкевич (1867—1869),
- о. Ісаак Бошкевич (1871—1873),
- о. Іван Олесницький (1873—1874),
- о. Костянтин Манастирський (1874—1879),
- о. Михайло Винницький (1879—1881),
- о. Стефан Гапій (1881—1882),
- о. Іван Волянський (1882—1883),
- о. Дмитро Ксьонжек (1884—1886),
- о. Микола Чубатий (1886—1893),
- о. Іван Гарматій (1893—1897),
- о. Володимир Стернюк (1897—1899),
- о. Лука Побоярський (1900—1901),
- о. Володимир Тисовський (1901—1902),
- о. Лука Побоярський (1902—1903),
- о. Петро Рудакевич (1903—1904),
- о. Михайло Шараневич (1905—1910),
- о. Василь Яремак (1911—1917),
- о. Антін Онуферко (1917-[1918])